# Fortunata y Jacinta
Fortunata y Jacinta es una novela del escritor español Benito Pérez Galdós publicada en cuatro volúmenes entre enero y junio de 1887, dentro del ciclo de las Novelas españolas contemporáneas. Según la opinión mayoritaria de la crítica literaria, se trata de la mejor novela de su autor, y junto a La Regenta de Leopoldo Alas, una de las más populares y representativas del realismo literario español y de la novela española del siglo XIX. Situada en el Madrid de la segunda mitad de dicho siglo, relata las vidas cruzadas de dos mujeres de distinta extracción social unidas por un destino trágico.
La novela fue adaptada al teatro por Ricardo López Aranda en 1969 y llevada al cine por Angelino Fons en 1970. Diez años después Televisión Española produjo y emitió una adaptación  a la pequeña pantalla a cargo del director Mario Camus.

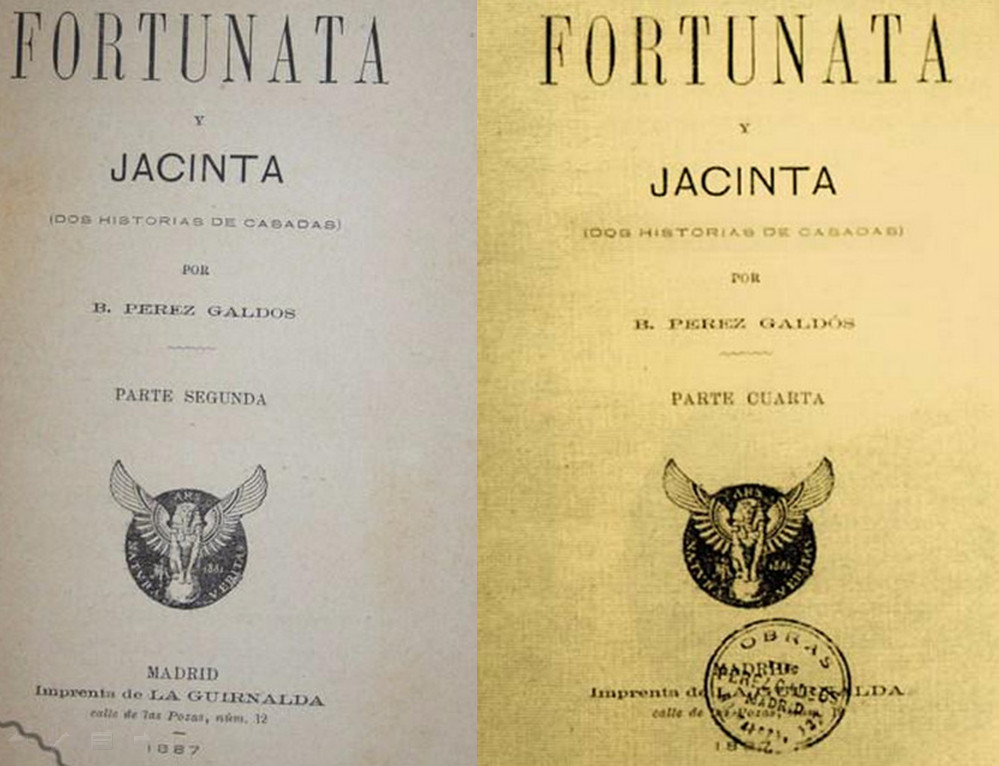
Portadas de primeras ediciones de Fortunata y Jacinta (1887).

## La novela
Los críticos coinciden en reconocer que Galdós escribió Fortunata y Jacinta «en la cima de su poder creador», y el propio autor parecía consciente de ello. De ahí que, a pesar de ser un escritor de «incontenible fertilidad», en esta ocasión emplease año y medio en concluir el manuscrito de la novela. No se sabe si en ese inusitado tesón por crear la obra perfecta pudo influir la reciente publicación de La Regenta, obra máxima de «Clarín», su amigo y par.
Galdós inició la redacción de la novela al regresar del viaje a Portugal que al final de la primavera de 1885 hizo con el escritor José María Pereda y un amigo suyo. Invirtió en concluir la Primera Parte casi ocho meses —junio de 1885 a enero de 1886—, dejando un manuscrito plagado de modificaciones (que con el resto de la novela ha dado lugar a las dos versiones de Fortunata y Jacinta, conocidas entre los investigadores como «la versión alfa y la versión beta»). Tras otros cuatro meses de intensa dedicación, remató la Segunda Parte, firmada en mayo de 1886; y tras un breve respiro estival acometió la Tercera Parte —la más corta de las cuatro— que cerró siete meses más tarde, en diciembre de aquel año. La Cuarta Parte, la última y más larga, la escribió Galdós en seis meses, de enero a junio de 1887.

### Marco y personajes
Más de un centenar de personajes secundarios con un perfil psicológico bien dibujado, dentro de un conjunto coral que se acerca al millar de tipos, forman «la comedia humana» que Galdós, como Balzac y Dickens habían hecho años antes, hará girar en torno a un gran tiovivo alimentado por las emociones y los actos de los dos personajes protagonistas que «se odian y se aman al mismo tiempo»: Fortunata, la mujer del pueblo, instintiva y víctima de su propia fortaleza; y Jacinta, la hembra estéril, sensible hasta la obsesión y finalmente salvada por su instinto maternal frente al acoso de su propia clase.
Los estudios críticos y las versiones visualizadas (en cine y televisión) han profundizado y mostrado un buen boceto de la psicología de los grandes personajes protagonistas o conductores de la trama de esta novela. El magno escenario aludido, con millares de comparsas y escenarios modelados e iluminados por los sentimientos de Fortunata y Jacinta, solo puede percibirse recorriendo línea a línea las cuatro partes de la novela; en un gran retablo en el que conviven «al lado de la vida, la muerte».

### Las descripciones de personajes del propio Galdós
- Fortunata, «una mujer bonita, joven, alta...», hace así su aparición en la novela, mostrándose ante Juanito Santa Cruz —alias el Delfín— con una metáfora de corral y gallinero:[15]

La moza tenía pañuelo azul claro por la cabeza y un mantón sobre los hombros, y en el momento de ver al Delfín, se infló con él, quiero decir, que hizo ese característico arqueo de brazos y alzamiento de hombros con que las madrileñas del pueblo se agasajan dentro del mantón, movimiento que les da cierta semejanza con una gallina que esponja su plumaje y se ahueca para volver luego a su volumen natural.

Muchos autores (críticos, eruditos galdosistas e hispanistas) aceptan el protagonismo y singularidad de Fortunata en el contexto general de la historia, como portavoz naturalizado del pensamiento de Galdós. Una mujer —lo que en la obra galdosiana ya es en sí mismo una categoría— que forma parte de ese «pueblo» que «posee las verdades grandes y en bloque», que sobrevive, miserable y castizo, en el «Cuarto Estado» de la capital de España, y que constituye «lo esencial de la Humanidad, la materia prima».
- Jacinta es presentada en el capítulo IV de la Primera Parte. El escritor la esboza en dos tiempos: «Jacinta era una chica de prendas excelentes, modestita, delicada, cariñosa y además muy bonita. Sus lindos ojos estaban ya declarando la sazón de su alma o el punto en que tocan a enamorarse y enamorar». Tras la caricatura, el retrato:

Jacinta era de estatura mediana, con más gracia que belleza, lo que se llama en lenguaje corriente una mujer mona. Su tez finísima y sus ojos que despedían alegría y sentimiento componían un rostro sumamente agradable. Y hablando, sus atractivos eran mayores que cuando estaba callada, a causa de la movilidad de su rostro y de la expresión variadísima que sabía poner en él. (...) Sabía triunfar del amaneramiento con el arte, y cualquier perifollo anunciaba en ella una mujer que, si lo quería, estaba llamada a ser elegantísima. (...) Por su talle delicado y su figura y cara porcelanescas, revelaba ser una de esas hermosuras a quienes la Naturaleza concede poco tiempo de esplendor, y que se ajan pronto, en cuanto les toca la primera pena de la vida o la maternidad.

- Juanito Santa Cruz, es presentado en el primer capítulo con generosidad, como hijo único, mimado por sus padres, «muy bien parecido y además muy simpático, (...) vestía con elegancia y tenía tan buena educación, que se le perdonaba fácilmente el hablar demasiado». Galdós, en su genialidad natural, remata el retrato con esta reflexión:

Juanito acabó por declararse a sí mismo que más sabe el que vive sin querer saber que el que quiere saber sin vivir, o sea aprendiendo en los libros y en las aulas. Vivir es relacionarse, gozar y padecer, desear, aborrecer y amar. La lectura es vida artificial y prestada, el usufructo, mediante una función cerebral, de las ideas y sensaciones ajenas, la adquisición de los tesoros de la verdad humana por compra o por estafa, no por el trabajo. No paraban aquí las filosofías de Juanito, y hacía una comparación que no carece de exactitud. Decía que entre estas dos maneras de vivir, observaba él la diferencia que hay entre comerse una chuleta y que le vengan a contar a uno cómo y cuándo se la ha comido otro, haciendo el cuento muy a lo vivo, se entiende, y describiendo la cara que ponía, el gusto que le daba la masticación, la gana con que tragaba y el reposo con que digería.

- Maximiliano Rubín, el representante más desgraciado de la familia Rubín, antihéroe, se presenta en el capítulo I de la Parte Segunda con un párrafo que recupera la picaresca y anticipa el esperpento: «Maximiliano era raquítico, de naturaleza pobre y linfática, absolutamente privado de gracias personales. Como que había nacido de siete meses y luego me le criaron con biberón y con una cabra». Por si no ha quedado claro, al autor, en el capítulo II, añadirá:

La cabeza de Maximiliano anunciaba que tendría calva antes de los treinta años. Su piel era lustrosa, fina, cutis de niño con transparencias de mujer desmedrada y clorótica. Tenía el hueso de la nariz hundido y chafado, como si fuera de sustancia blanda y hubiese recibido un golpe, resultando de esto no sólo fealdad sino obstrucciones de respiración nasal, que eran sin duda la causa de que tuviera siempre la boca abierta. Su dentadura había salido con tanta desigualdad que cada pieza estaba, como si dijéramos, donde le daba la gana. Y menos mal si aquellos condenados huesos no le molestaran nunca; ¡pero si tenía el pobrecito cada dolor de muelas que le hacía poner el grito más allá del Cielo! Padecía también de corizas y las empalmaba, de modo que resultaba un coriza crónico, con la pituitaria echando fuego y destilando sin cesar. Como ya iba aprendiendo el oficio, se administraba el yoduro de potasio en todas las formas posibles, y andaba siempre con un canuto en la boca aspirando brea, demonios o no sé qué.

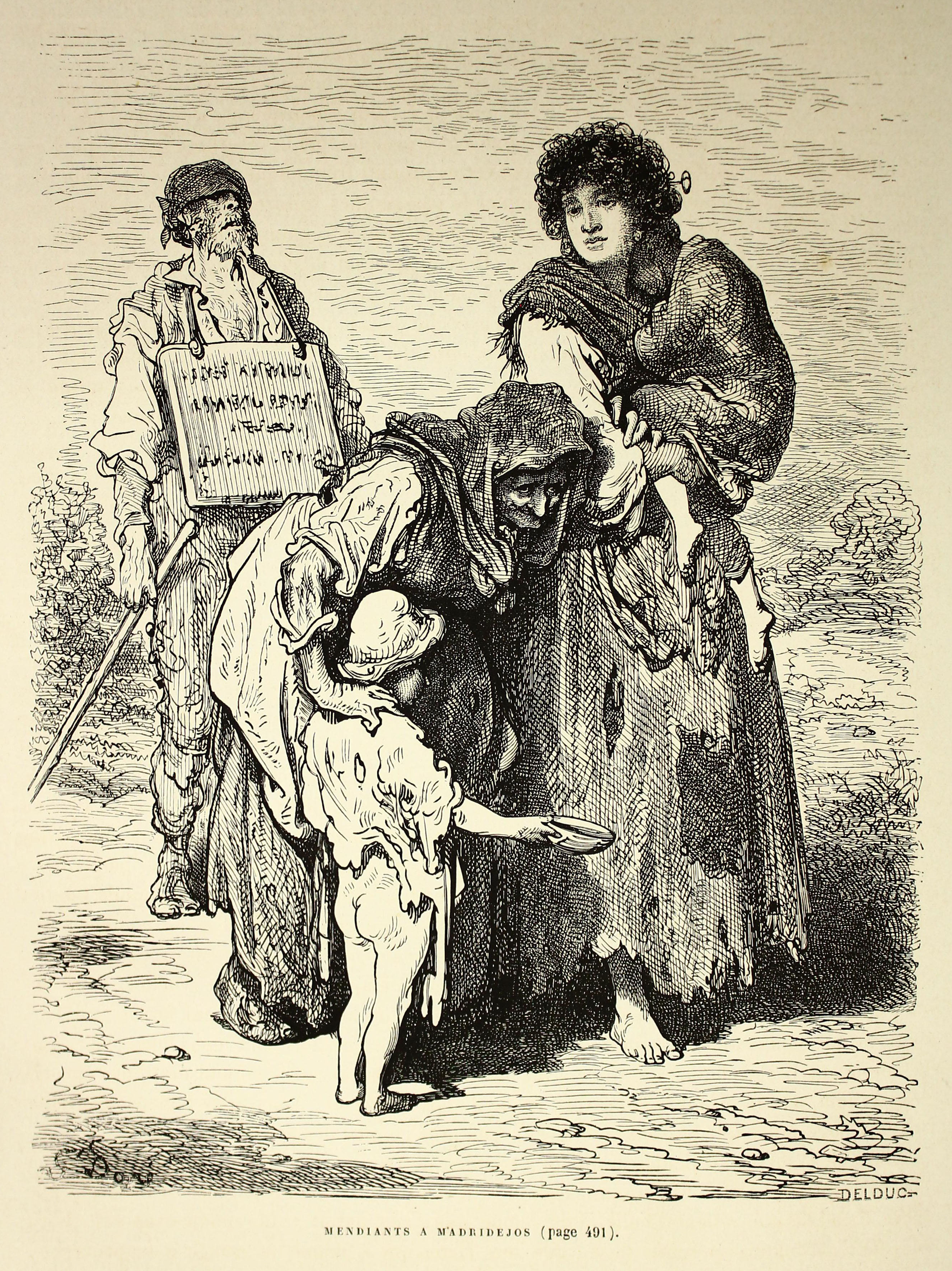
"Mendigos de Madridejos", vistos por Doré en 1862, para L'Espagne, libro de viajes del Baron Davillier (1874).

- Guillermina Pacheco, se presenta como personaje secundario en el capítulo VII de la Parte Primera. El primer dibujo lo hace el escritor y es una concesión a la galería folletinesca: «Guillermina, que fue bonita y aun un poquillo presumida, no tuvo nunca amores, y si los tuvo no se sabe absolutamente nada de ellos. Es un secreto guardado con sepulcral reserva en su corazón». Unas páginas más allá, Galdós deja que sea la propia dama de la caridad quien se presente a sí misma:

La costumbre de pedir me ha ido dando esta bendita cara de vaqueta que tengo ahora. Conmigo no valen desaires ni sé ya lo que son sonrojos. He perdido la vergüenza. Mi piel no sabe ya lo que es ruborizarse, ni mis oídos se escandalizan por una palabra más o menos fina. Ya me pueden llamar perra judía; lo mismo que si me llamaran la perla de Oriente; todo me suena igual... No veo más que mi objeto, y me voy derechita a él sin hacer caso de nada. Esto me da tantos ánimos que me atrevo con todo. Lo mismo le pido al Rey que al último de los obreros. Oigan ustedes este golpe: Un día dije: 'Voy a ver a D. Amadeo'. Pido mi audiencia, llego, entro, me recibe muy serio. Yo imperturbable, le hablé de mi asilo y le dije que esperaba algún auxilio de su real munificencia. '¿Un asilo de ancianos?' -me preguntó. 'No señor, de niños'. -'¿Son muchos?'. Y no dijo más. Me miraba con afabilidad. ¡Qué hombre!, ¡qué bocaza! Mandó que me dieran seis mil guealés... Luego vi a doña María Victoria, ¡qué excelente señora! Hízome sentar a su lado; tratábame como su igual; tuve que darle mil noticias del asilo, explicarle todo... Quería saber lo que comen los pequeños, qué ropa les pongo... En fin, que nos hicimos amigas... Empeñada en que fuera yo allá todos los días... A la semana siguiente me mandó montones de ropa, piezas de tela y suscribió a sus niños por una cantidad mensual.

- Mauricia la Dura aparece con todo su tronío en el capítulo VI de la Segunda Parte. El autor sólo necesita un párrafo para esculpirla en piedra literaria:

Mauricia la Dura representaba treinta años o poco más, y su rostro era conocido de todo el que entendiese algo de iconografía histórica, pues era el mismo, exactamente el mismo de Napoleón Bonaparte antes de ser Primer Cónsul. Aquella mujer singularísima, bella y varonil tenía el pelo corto y lo llevaba siempre mal peinado y peor sujeto. Cuando se agitaba mucho trabajando, las melenas se le soltaban, llegándole hasta los hombros, y entonces la semejanza con el precoz caudillo de Italia y Egipto era perfecta. No inspiraba simpatías Mauricia a todos los que la veían; pero el que la viera una vez, no la olvidaba y sentía deseos de volverla a mirar. Porque ejercían indecible fascinación sobre el observador aquellas cejas rectas y prominentes, los ojos grandes y febriles, escondidos como en acecho bajo la concavidad frontal, la pupila inquieta y ávida, mucho hueso en los pómulos, poca carne en las mejillas, la quijada robusta, la nariz romana, la boca acentuada terminando en flexiones enérgicas, y la expresión, en fin, soñadora y melancólica. Pero en cuanto Mauricia hablaba, adiós ilusión. Su voz era bronca, más de hombre que de mujer, y su lenguaje vulgarísimo, revelando una naturaleza desordenada, con alternativas misteriosas de depravación y de afabilidad.

## El autor
La obra de un novelista debe juzgarse tomando en cuenta las estructuras socio-históricas y políticas sobre las que se va configurando la propia y personal perspectiva de esas estructuras que generan "maneras" de escribir.
Benito Pérez Galdós, Discurso de ingreso en la Real Academia Española (1897) 

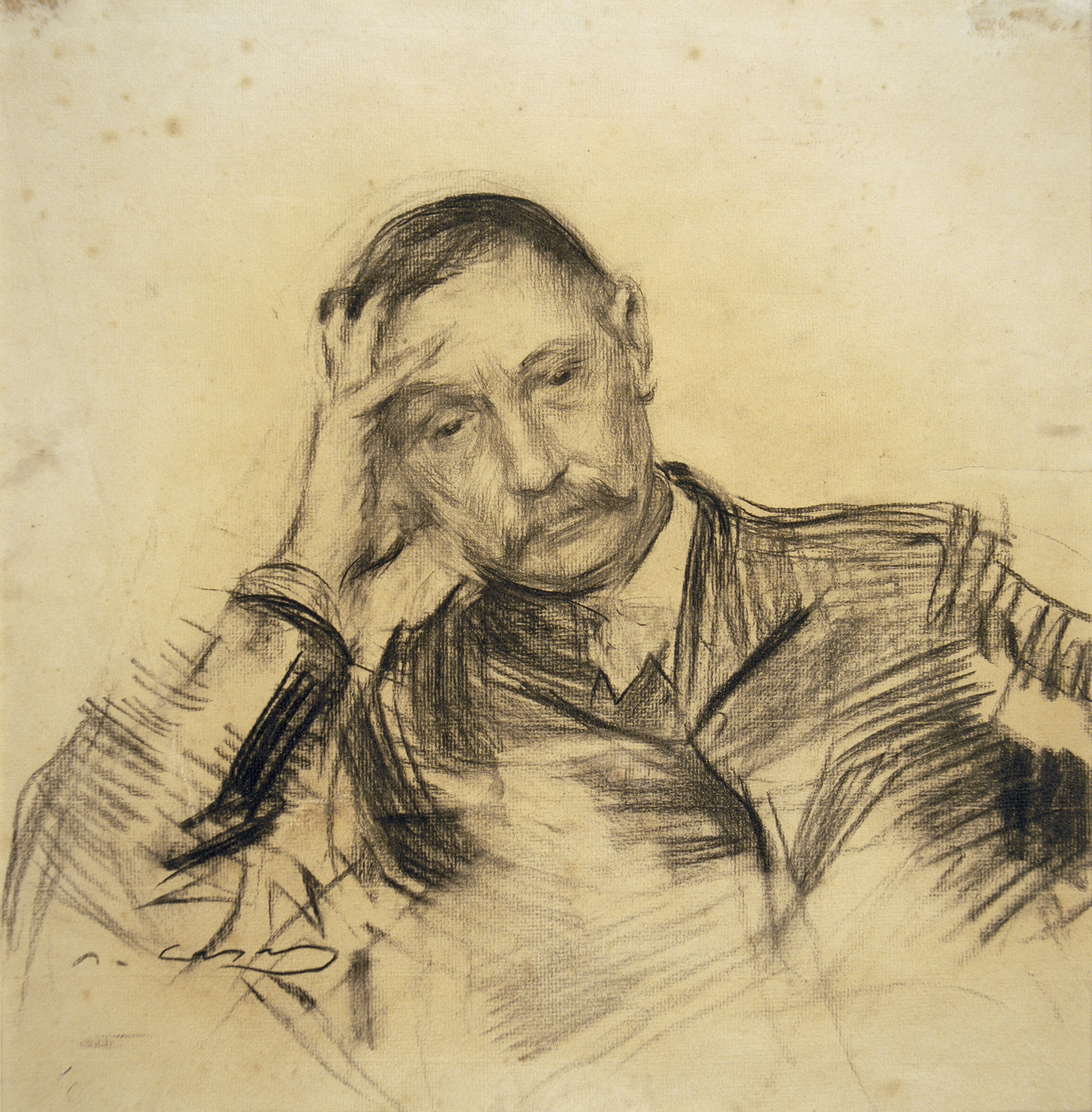
Galdós en un boceto de Ramón Casas, hacia 1897 (MNAC).

Esta declaración de principios del escritor canario, definiendo con verbo académico su concepción de «la máquina admirable de las pasiones», llevaría a Tuñón de Lara a suponer que Galdós no llegó a tener «una lucidez meridiana sobre el porvenir, sino simplemente conciencia de su tiempo para no identificarse con la parálisis de la historia de España».
En 1886 y sin una relación aparente con el desafío que el novelista se ha propuesto con la construcción de Fortunata y Jacinta, Galdós inició su carrera parlamentaria, de un modo un tanto rocambolesco, llevado por la insistencia de su amigo el periodista José Ferreras, hombre del círculo de Sagasta, líder en ese momento del Partido Liberal. Su final aceptación de la designación a dedo y sin obligaciones administrativas ni políticas, salvo asistir a las sesiones de la Cámara de Diputados, le llevó a ingresar en el Congreso como diputado por Guayama (Puerto Rico). El escritor nunca llegaría a visitar su circunscripción antillana, pero su obligada asistencia a las Cortes —donde, tímido por naturaleza, apenas despegaría los labios— le sirvió de nuevo e insólito observatorio desde el que analizar lo que luego titularía como «la sociedad española como materia novelable».
Mientras Galdós escribe, se irán sucediendo acontecimientos históricos como la epidemia de cólera en Madrid en el verano de 1885; la muerte de tuberculosis de Alfonso XII y el inicio de la regencia de María Cristina con el nacimiento en mayo de 1886 del que será Alfonso XIII. Ese año, la capital de España ve cómo se aprueba el proyecto de la Gran Vía, que, como no podía ser menos será llevada a la zarzuela con ese mismo nombre y estrenada en pleno mes de julio. Pocos serán los acontecimientos que el año 1887 aparten al escritor de su prisa por cerrar la "novela magna", objetivo que consigue tras algunas escapadas a Toledo, y que tuvo como premio, durante el verano de aquel año, su gran viaje con Alcalá Galiano por el Norte de Europa. Concluido el periplo, en Madrid le esperaba a Galdós los primeros ejemplares impresos de Fortunata y Jacinta. Galiano, le escribiría en diciembre de ese año unos "versos desesperados", ante la incertidumbre de no haber recibido aún el libro:

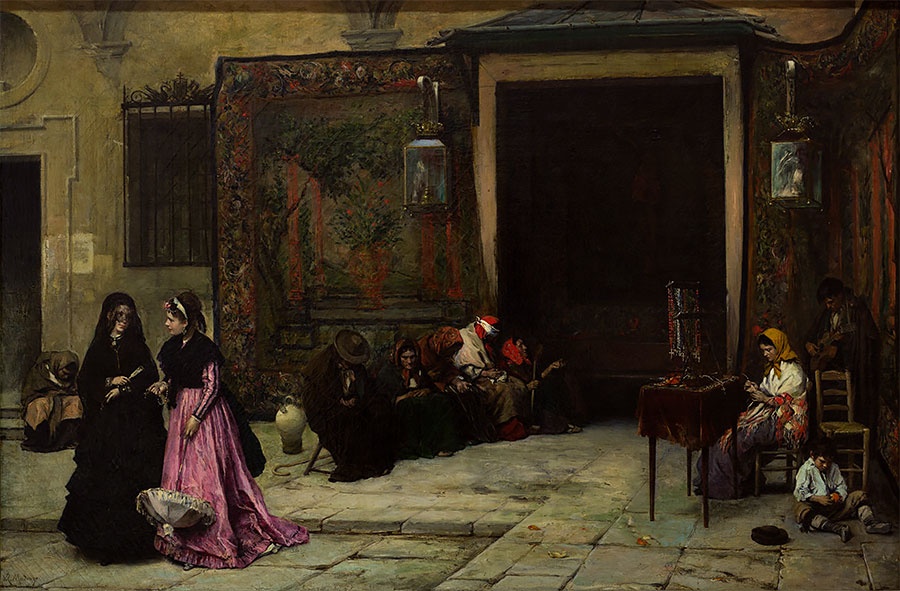
Atrio de la iglesia antigua de San Ginés de Madrid, 1867, cuadro de Raimundo de Madrazo (Museo Nacional de Bellas Artes de La Habana, Cuba).

Pasan y pasan las horas,
 Los días y las semanas,
 Y ni aquí llega Jacinta,
Ni llega aquí Fortunata
Lleno de afán me pregunto:
¿Qué será de esas muchachas?
¿En qué rincón del planeta
Las tienen arrinconadas?
Cómo a mi puerta no llaman
y en mis brazos no se entregan
Y en mi estante no descansan?

## El escenario
Fortunata y Jacinta, universal y castiza a la vez, ha sido considerada por los galdosistas como la novela que mejor describe y define el «Madrid galdosiano». Así lo han referido desde Leopoldo Alas (Clarín), contemporáneo de Galdós, a Pedro Ortiz-Armengol, su más completo y desapasionado biógrafo. El retrato literario que el escritor canario hace de la ciudad y sus gentes es comparable al pictórico que un siglo antes hiciera Francisco de Goya.

### Momento histórico
La acción de la novela transcurre, con la precisión histórica que Galdós suele dar a su obra, entre diciembre de 1869 y abril de 1876. Partiendo del ambiente sociopolítico que han dejado los últimos días de la Revolución de 1868, van pasando por sus páginas el Reinado de Amadeo I, la Primera República, los golpes militares de los generales Pavía y Martínez Campos, y año y medio de Restauración, como telón tan significativo como cronológico.
En el plano social, la organización gremial se encuentra en proceso de desaparición, sustituida por un emergente cuarto estado de inspiración proletaria. Los obradores desaparecen y sus maestros y aprendices pasan a engrosar el grupo de los asalariados. El campo se vacía en un incontenible y creciente éxodo rural hacia la ciudad. En las estadísticas de la época, este nuevo grupo social recibe el título de «jornaleros» (trabajadores «a jornal» o por jornada de trabajo); la burguesía en el poder, con su lenguaje piadoso y eclesial los nombrará como «clases menesterosas» (dejando claro así que pertenecen a otra clase social y que están «necesitadas»); finalmente, los republicanos del momento los bautizan con una fórmula internacional como «clases trabajadoras».

## «Dos historias de casadas»

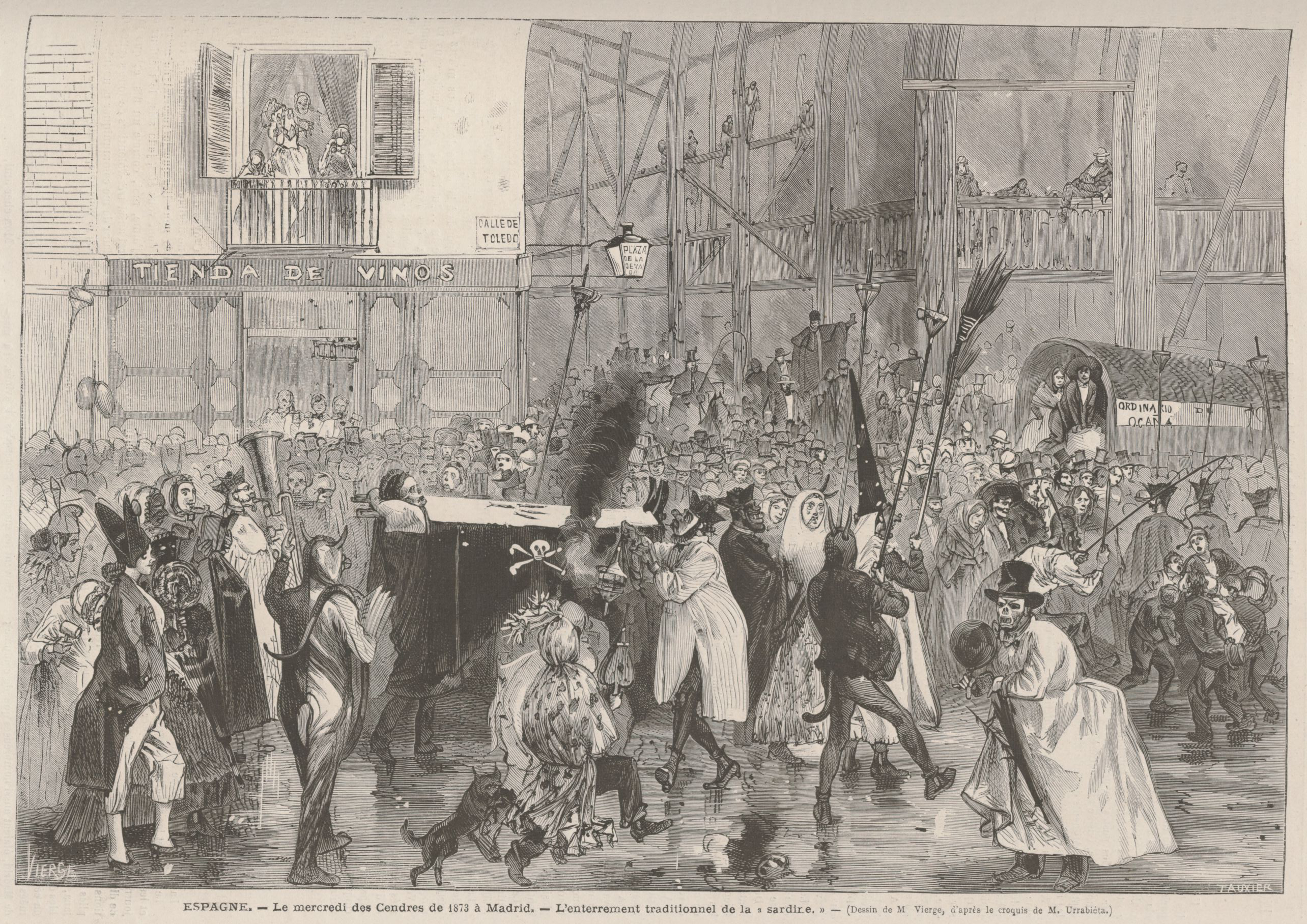
Miércoles de Ceniza en la calle de Toledo de Madrid (1873) y entierro de la Sardina, en un dibujo de Daniel Urrabieta Vierge.

Nada más estéril y engañoso que intentar una sinopsis argumental de esta novela, como puede desprenderse de toda la información anterior. Para los que se la hayan saltado, a conciencia, se ofrece aquí un resumen del melodrama folletinesco:
En la primera parte de la novela, Juanito Santa Cruz, el Delfín, hijo único y señorito ocioso hace un matrimonio de clase con Jacinta, emparentada con su familia pero de un estrato económico inferior. Ante la obsesión que ella muestra por la vida de soltero del Delfín, se desarrolla un enredo melodramático en torno a un supuesto hijo abandonado. En la sombra, Fortunata, antigua víctima de las correrías de Juanito, se verá acosada nuevamente por el ocioso y apasionado crápula.
El hilo melodramático que trama la segunda parte de la novela, conduce a Fortunata hacia una boda de interés con Maximiliano Rubín, enfermizo e impotente, y sometido a su tía Lupe, usurera despótica que obliga a Fortunata a una 'cura' en uno de los muchos conventos de Madrid (Convento de las Madres Micaelas), donde la protagonista trabará relación con Mauricia la Dura. El melodrama se firma con una escena de seducción, traición y abandono que implica, en ese orden, a los tres personajes principales: el Delfín, Fortunata y Maximiliano.
La tercera parte desarrolla una tragicomedia de enredo entre machos cabríos, gallinas y toros coronados. El Delfín vuelve al redil; Fortunata, despechada, se arrima al anciano Evaristo Feijoo, que, en una carambola perfecta, la reconcilia con Maximiliano. Como escena de máxima tensión: en encuentro y choque de trenes entre Jacinta y Fortunata, en el entierro de Mauricia la Dura. El mar de fondo: la amenazante maternidad de Fortunata.
Un final sinfónico de enredos y traiciones a varias bandas modela la melodía de la cuarta parte: Fortunata preñada por el Delfín y protegida por el farmacéutico Segismundo Ballester; Maximiliano, su esposo, abandonado, cornudo y visionario. El Delfín liado ahora con Aurora Fenelón hace solidarias en su despecho a Fortunata y Jacinta. La coda, trágica, inevitable y presumible: Fortunata morirá tras dar a luz un niño, que, moribunda, entrega a Jacinta.

## Versiones
- Fortunata y Jacinta, película de 1970, producida por Emiliano Piedra y dirigida por Angelino Fons. Emma Penella que encarnó el personaje de Fortunata recibiría el premio del Círculo de Escritores Cinematográficos a la mejor actriz.[33][34]
- Fortunata y Jacinta, teleserie de diez capítulos, producida y emitida en 1980 por Televisión Española, dirigida por Mario Camus, con Ana Belén (Fortunata) y Maribel Martín (Jacinta) en los papeles principales. La actriz María Luisa Ponte repitió en el personaje de Doña Lupe Rubín, que ya encarnara en la película. Desde 2009, la serie se puede ver en la página web de Radio Televisión Española,[35] íntegros todos los capítulos y de forma permanente y gratuita.[36]
- Fortunata y Jacinta[37] adaptación teatral de Ricardo López Aranda, estrenada en el Teatro Lara, en Madrid, en 1969, dirigida por Alberto González Vergel[38] y reestrenada en el Teatro Español en 1994,[39] bajo la dirección de Juan Carlos Pérez de la Fuente.